# Saint Louis Cemetery

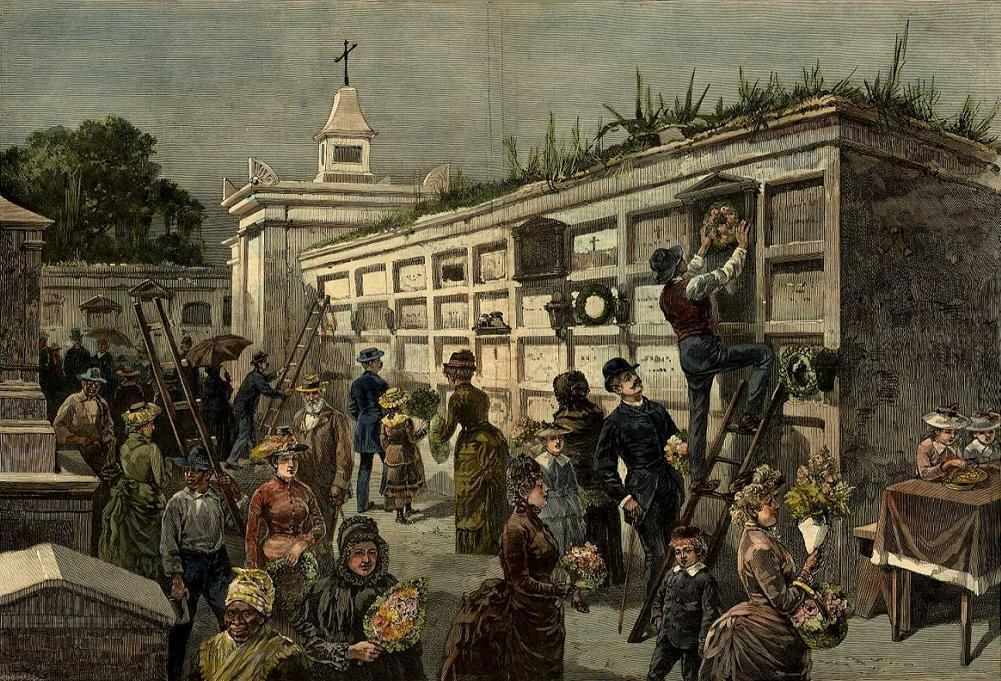
Ognissanti a New Orleans - Un'incisione del 1885 in uno dei cimiteri della città.

Cimitero di Saint Louis (in francese: Cimetière Saint-Louis, in spagnolo: Cementerio de San Luis) è il nome di tre cimiteri cattolici di New Orleans, in Louisiana. La maggior parte delle tombe sono state costruite tra il XVIII e il XIX secolo.
I cimiteri n. 1 e n. 2 sono inclusi nel National Register of Historic Places e nel Louisiana African American Heritage Trail.

## Saint Louis n. 1

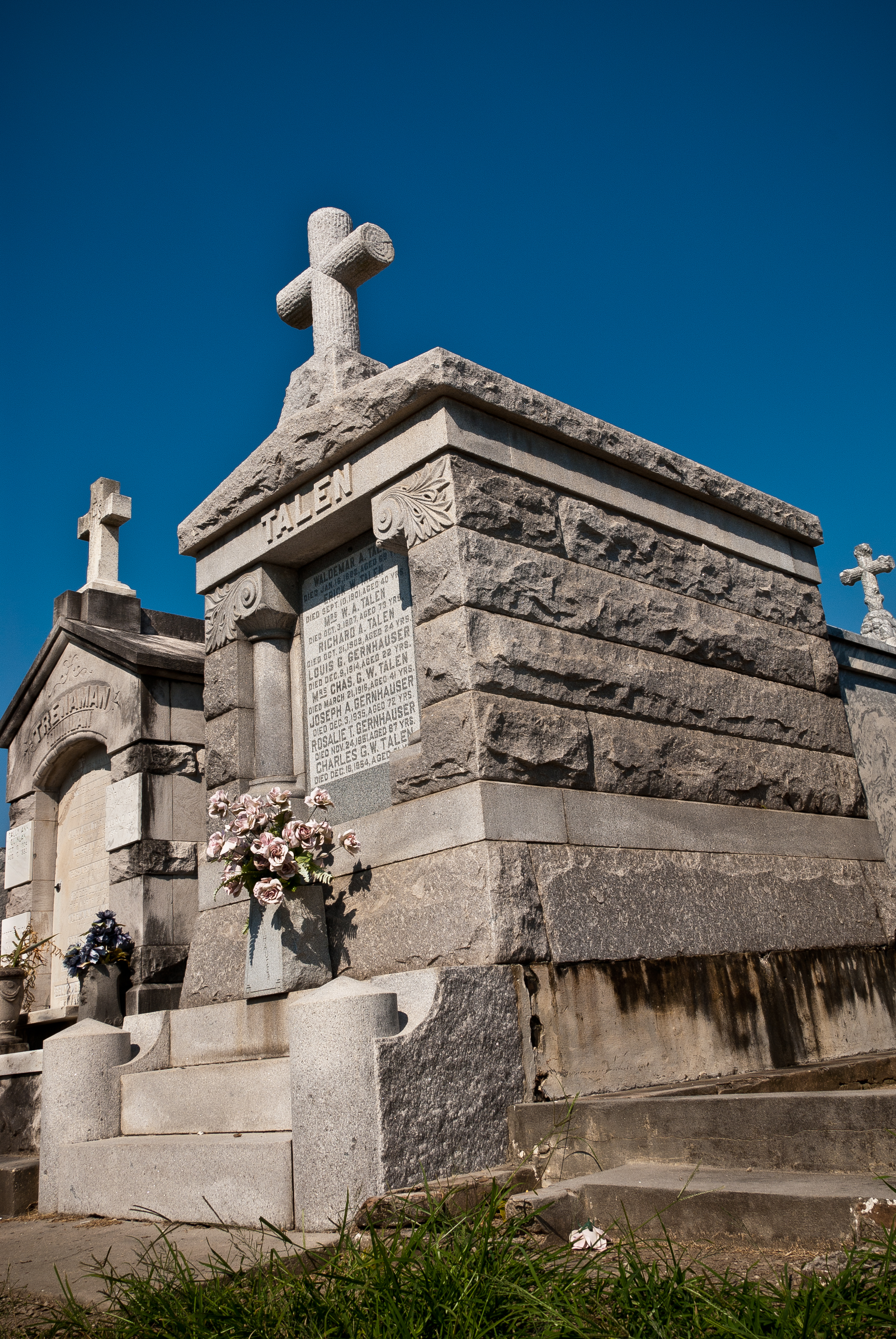
Tombe al cimitero Saint Louis n. 1

Il cimitero di St. Louis n. 1 è il più antico e famoso. Fu inaugurato nel 1789, in sostituzione del vecchio cimitero di San Pietro (in francese Cimetièere St. Peter non più esistente) come principale luogo di sepoltura quando la città fu ridisegnata dopo un incendio nel 1788.
Si trova a otto isolati dal fiume Mississippi, sul lato nord di Basin Street, un isolato oltre il confine interno del quartiere francese. Confina con il progetto abitativo di Iberville. È stato in uso continuo sin dalla sua fondazione. Il gruppo no profit, Save Our Cemeteries offre tour a pagamento.
I famosi abitanti di New Orleans sepolti a St. Louis n. 1 includono: Etienne de Boré, ricco pioniere dell'industria dello zucchero e primo sindaco di New Orleans; Homer Plessy, il querelante della controversia del 1896 Plessy contro Ferguson sui diritti civili; Ernest N. "Dutch" Morial, il primo sindaco afroamericano di New Orleans, vi fu sepolto nel 1989. Successivamente la famiglia fece costruire una nuova tomba al cimitero di St. Louis n. 3, e la salma di Morial venne translata lì alla fine del 2014.
Si ritiene che la famosa sacerdotessa Voodoo Marie Laveau sia sepolta nella cripta della famiglia Glapion. Altri importanti abitanti di New Orleans sepolti nel cimitero includono Bernard de Marigny, l'aristocratico e politico franco-creolo che fondò sia il Faubourg Marigny che Mandeville; Barthelemy Lafon, l'architetto che sarebbe diventato uno dei pirati di Jean Lafitte; Paul Morphy, uno dei primi campioni mondiali di scacchi. Si ritiene che qui riposi anche Delphine LaLaurie, la famigerata e crudele proprietaria di schiavi. L'architetto e ingegnere Benjamin Latrobe fu sepolto al cimitero St. Louis n. 1 dopo essere morto di febbre gialla nel 1820, mentre dirigeva i lavori idrici di New Orleans. Nel 2010, l'attore Nicolas Cage ha acquistato una tomba a forma di piramide come sua futura dimora definitiva.
Il cimitero si estende su un solo isolato, a forma quadrata, ma è il luogo di riposo di molte migliaia di defunti. Una sezione protestante si trova nella sezione nord-ovest.
A partire dal 1 marzo 2015, l'arcidiocesi di New Orleans, che possiede e gestisce questo cimitero, lo ha chiuso al pubblico, apparentemente a causa dell'aumento del vandalismo. Tuttavia, con una mossa controversa, la diocesi sta ora chiedendo alle compagnie turistiche una somma annua di 4.500 dollari, o importi inferiori per brevi periodi, per consentire la visita ai turisti. Le famiglie che possiedono tombe possono richiedere un pass per accedere.

## Saint Louis n. 2
Il cimitero St. Louis No. 2 si trova a circa tre isolati dal St. Louis No. 1, al confine con Claiborne Avenue. Fu consacrato nel 1823. Qui sono sepolti molti importanti musicisti jazz e rhythm & blues, tra cui Danny Barker ed Ernie K. Doe. Qui è sepolto anche Andre Cailloux (1825-1863), eroe dell'Unione afroamericana e martire della Guerra di secessione americana.
Il cimitero ha ricevuto modeste inondazioni a causa dell'uragano Katrina e le sue tombe sembravano praticamente non toccate dalla tempesta, durante il fortunale, a parte la linea di galleggiamento bruna, visibile su tutte le strutture allagate.
Ci sono molti importanti cittadini della New Orleans del XIX e XX secolo che riposano qui. Questi includono la venerabile Madre Henriette DeLille, candidata alla santità dalla Chiesa cattolica, e Jean Baptiste Dupeire (1795–1874), eminente cittadino di New Orleans, tra gli altri.
Il cimitero è stato inserito nel National Register of Historic Places nel 1975.

## Saint Louis n. 3

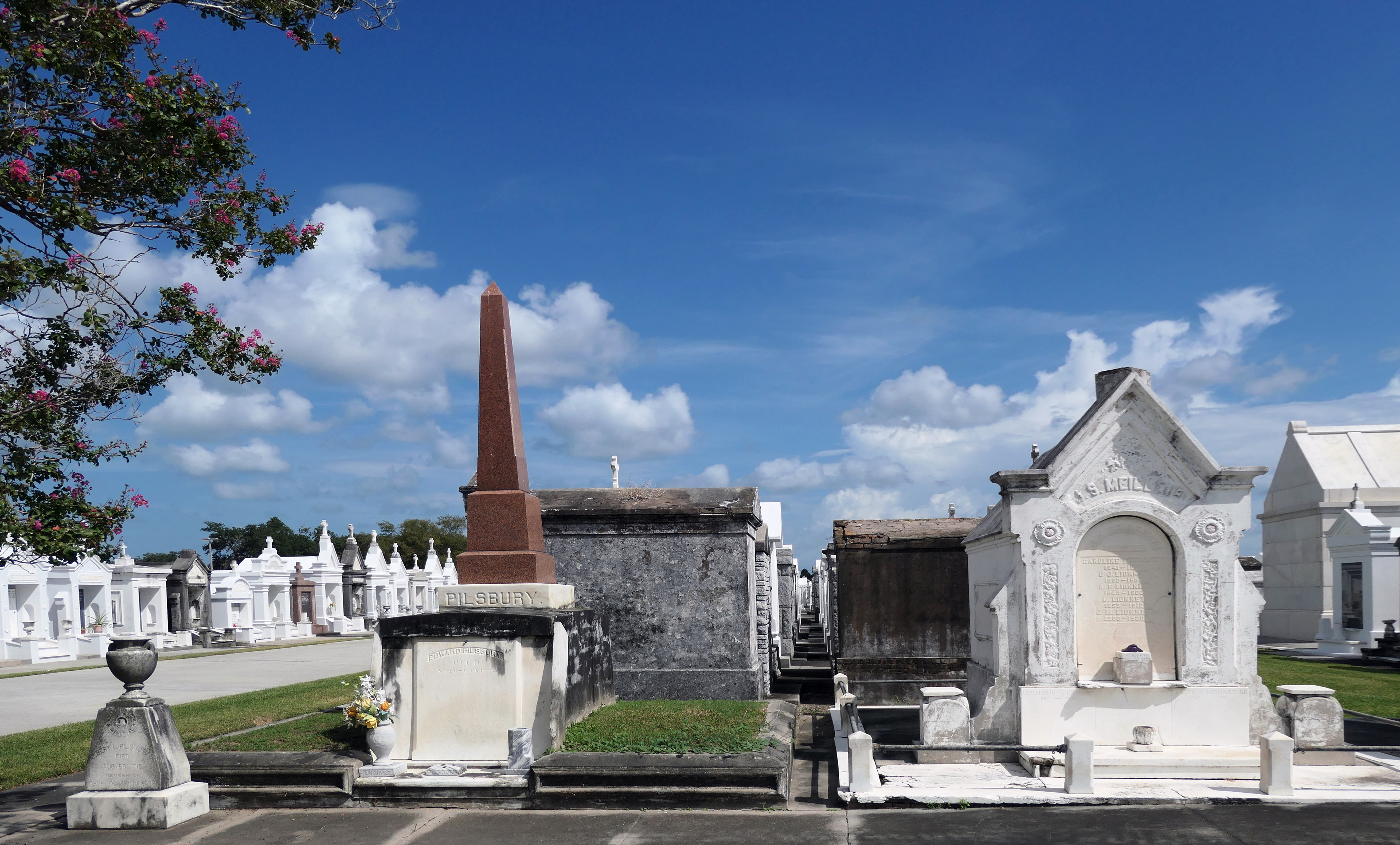
Una veduta tra le tombe del cimitero 3

Il cimitero St.Louis n. 3 si trova a circa 3,2 km dal quartiere francese, a circa 30 isolati dal Mississippi, di fronte a Esplanade Avenue vicino a Bayou St. John. Aperto nel 1854, le cripte sono, in media, più elaborate rispetto agli altri cimiteri di St. Louis, tra cui un certo numero di belle tombe in marmo del XIX secolo. Tra le personalità sepolte il compositore ragtime Paul Sarebresole, il fotografo Ernest Joseph Bellocq e il pittore Ralston Crawford. Inoltre, una delle più famose persone sepolte è Sweet Emma Barrett [1897-1983], una pianista e cantante autodidatta molto dotata, che ha contribuito a rendere il New Orleans Jazz il tesoro che conosciamo. Il sindaco di New Orleans Ernest N. "Dutch" Morial è stato translato nel cimitero n. 3 di St. Louis in una nuova tomba fatta realizzare dalla famiglia Morial.
Il St. Louis n. 3 include anche una sezione greco-ortodossa. Il cimitero è stato notevolmente ampliato dopo i danni causati dall'uragano Katrina nel 2005, ma le sue tombe sono rimaste relativamente indenni. Solo alcuni danni all'intonaco delle tombe causati dai detriti.